# عدانة (القفر)

تعديل مصدري - تعديل

عدانة هي إحدى قرى عزلة بني مهدى بمديرية القفر التابعة لمحافظة إب، بلغ تعداد سكانها 37 نسمة حسب تعداد اليمن لعام 2004.